# 베르트랑 공준
베르트랑 공준(영어:  Bertrand's postulate), 베르트랑-체비쇼프 정리(영어: Bertrand-Chebyshev theorem), 혹은 베르트랑 가설은 정수론에서 소수들의 분포에 관한 정리다. 이에 따르면, 두 자연수 n과 2n 사이에 적어도 하나의 소수가 존재한다.

## 정의
베르트랑 공준은 다음과 같다. 임의의 정수 {\displaystyle n\geq 2}에 대하여,
{\displaystyle n<p<2n}
인 소수 {\displaystyle p}가 항상 존재한다.

## 역사
프랑스의 수학자 조제프 베르트랑(프랑스어: Joseph Louis François Bertrand)이 1845년에 처음으로 추측하여 베르트랑 추측이라는 이름을 얻었다. 베르트랑이 처음으로 이 명제에 대한 추측을 내놓았을 때 그는 3백만보다 작은 모든 자연수에 대한 계산을 덧붙였으나 증명은 하지 못했다.
5년 뒤 1850년에 파프누티 체비쇼프가 이 명제를 완전하게 증명하였다. 그럼에도 불구하고 관례적으로 '베르트랑 공준'이라 불린다. 1919년에 스리니바사 라마누잔이 감마 함수를 사용하여 더 간단한 증명을 발표하였고, 1932년에 에르되시 팔은 이항계수와 체비쇼프 함수를 사용한, 라마누잔 증명보다 더 간단한 증명을 발표하였다.

## 확장된 결과들
- 영국의 수학자 제임스 조지프 실베스터는 {\displaystyle k}개의 연속된 {\displaystyle k}보다 큰 정수들의 곱은 적어도 하나의 {\displaystyle k}보다 큰 소수로 나누어떨어진다는 명제를 증명했다. 이를 실베스터 정리라고 한다.
- 1934년에 헝가리의 수학자 에르되시 팔은 임의의 자연수 {\displaystyle k}에 대하여, 적당한 자연수 {\displaystyle N}이 존재하여 {\displaystyle N}보다 큰 임의의 자연수 {\displaystyle n}과 {\displaystyle 2n} 사이에는 적어도 {\displaystyle k}개의 소수가 존재한다는 명제를 증명했다. 이를 에르되시 정리라고 한다.
- 1952년에 일본의 수학자 나구라 지쓰로는 {\displaystyle 24}보다 큰 모든 자연수 {\displaystyle n}에 대하여 {\displaystyle n}과 {\displaystyle {\frac {6}{5}}n} 사이에는 적어도 하나의 소수가 존재한다는 명제를 증명했다.
- 1998년에 프랑스의 수학자 피에르 뒤자르(Pierre Dusart)는 {\displaystyle 2010760}보다 큰 모든 자연수 {\displaystyle n}에 대하여 {\displaystyle n}과 {\displaystyle {\frac {16598}{16597}}n} 사이에 적어도 하나의 소수가 존재한다는 명제를 증명했다.

## 같이 보기
- 소수 간극

## 참고 문헌
- 해빌, 줄리언 (2008). 《오일러 상수 감마》. 승산. 62-63쪽.